# Bruno (Vettorazzo)
Bruno Vettorazzo vel Claudio Vettorazzo (ur. 1936, zm. 1994) – włoski duchowny prawosławny, biskup diecezji Akwilei i północnych Włoch Polskiego Autokefalicznego Kościoła Prawosławnego.
Bruno Vettorazzo urodził się jako katolik. Po uzyskaniu pełnoletności zmienił wyznanie. Został protestanckim kaznodzieją i służył jako pastor w różnych zborach na terenie Włoch. W 1964 roku konwertował na prawosławie. W 1966 roku otrzymał święcenia kapłańskie z rąk metropolity surożskiego, Antoniego (Bloom). Chcąc poświęcić się karierze jako celibatariusz rozstał się w tym czasie z żoną. Przyjął imię zakonne Claudio.
W 1969 roku został skierowany przez zwierzchnika Zachodnioeuropejskiego Egzarchatu Rosyjskiego Kościoła Prawosławnego do pracy duszpasterskiej w miejscowości Montaner. W krótkim czasie dzięki swojej charyzmie doprowadził do utworzenia tam parafii prawosławnej Przemienienia Pańskiego i św. Barbary oraz wybudowania cerkwi, której wiernymi zostali niemal wszyscy dotychczasowi członkowie  parafii rzymskokatolickiej św. Pankracego w Montaner (schizma w Montaner). 
W 1974 roku wraz ze swoją parafią opuścił struktury zagraniczne Rosyjskiego Kościoła Prawosławnego. Po krótkim epizodzie współpracy z niezależnym Amerykańskim Ortodoksyjnym Kościołem Katolickim został duchownym Asyryjskiego Kościoła Wschodu. W 1975 roku jako Mar Claudio otrzymał sakrę biskupią z rąk katolikosa-patriarchy Seleucji–Ktezyfonu Mar Shimuna XXIII. W 1976 roku wziął udział w elekcji i instalacji jego następcy Mar Dinkha IV. Następnie regularnie uczestniczył w synodach biskupów Kościoła Wschodu. 
W 1984 roku opuścił Asyryjski Kościół Wschodu i rozpoczął współpracę z ruchem starokalendarzowców. Jednocześnie podjął starania o przyjęcie w poczet duchowieństwa jednego z kanonicznych Kościołów prawosławnych. W 1988 roku został przyęty do Polskiego Autokefalicznego Kościoła Prawosławnego jako biskup autonomicznej diecezji Akwilei i północnych Włoch.